# Apanteles praetor
Apanteles praetor är en stekelart som beskrevs av Marshall 1885. Apanteles praetor ingår i släktet Apanteles och familjen bracksteklar. Arten är reproducerande i Sverige. Inga underarter finns listade i Catalogue of Life.